# Hollmann
Hollmann ist ein deutscher Familienname.

## Namensträger

### A
- Andreas Hollmann († 2015), deutscher Reitparcoursbauer
- Anna Hollmann (* 1983), deutsche Comiczeichnerin
- Anton Hollmann (1876–1936), deutscher Agrarwissenschaftler

### C
- Carl Friedrich Hollmann (1776–1858), deutscher Kaufmann, Kommunalpolitiker und Mäzen
- Carlheinz Hollmann (1930–2004), deutscher Fernsehmoderator

### D
- Dominik Hollmann (1899–1990), russlanddeutscher Schriftsteller

### E
- Eckhard Hollmann (* 1945), deutscher Kunstpublizist, Verlagslektor und Buchgestalter
- Erich Hollmann (* 1930), deutscher Politiker (DBD), DBD-Bezirksvorsitzender Erfurt

### F
- Friedrich Hollmann (1833–1900), deutschbaltischer Pastor und livländischer Generalsuperintendent
- Friedrich von Hollmann (1842–1913), deutscher Admiral

### G
- Georg Hollmann (* 1957 oder 1958), deutscher Kommunalpolitiker (CDU)
- Grete Hollmann (eigentlich Margarethe Hoffmann; 1900–1955), deutsche Schauspielerin

### H
- Hans Hollmann (Chorleiter) (1893–??), österreichischer Chorleiter und Volksliedforscher
- Hans Hollmann (Regisseur) (1933–2022), österreichischer Regisseur
- Hans Erich Hollmann (1899–1960), deutscher Physiker
- Heinrich Hollmann (Politiker, 1865) (1865–1924), deutscher Landwirt und Politiker (DVP), MdL Oldenburg
- Heinrich Hollmann (Politiker, 1898) (1898–1965), deutscher Politiker (BDV, FDP), MdBB

### I
- Ingrid Hollmann (* 1938), deutsche Tischtennisspielerin

### J
- Jens Hollmann (* 1965), deutscher Autor und Berater in der Gesundheitswirtschaft
- Juri Hollmann (* 1999), deutscher Radrennfahrer

### K
- Klaus Hollmann (* 1949), deutscher Brigadegeneral

### L
- Lucie Hollmann (* 1993), deutsche Schauspielerin
- Ludwig Hollmann (1873–nach 1932), deutscher Lehrer und Politiker (DVP), MdL Preußen

### M
- Manfred Hollmann (1929–2012), deutscher Maler und Grafiker
- Marianne Friederike Cäcilie Hollmann (1816–1841), deutsche Theaterschauspielerin, siehe Marianne Friederike Cäcilie Zaengl
- Michael Hollmann (* 1961), deutscher Historiker, Archivar und Präsident des Bundesarchivs

### O
- Oskar Hollmann (1897–1956), deutscher Politiker, Mitglied der Berliner Stadtverordnetenversammlung
- Ottmar Hollmann (1915–2005), deutscher Bildhauer und Grafiker

### R
- Reimar Hollmann (1921–1986), deutscher Journalist und Zeitungsredakteur
- Reiner Hollmann (* 1949), deutscher Fußballspieler und -trainer

### S
- Samuel Christian Hollmann (1696–1787), Professor für Philosophie und Physik an der Universität Göttingen
- Silvia Hollmann (* 1955), deutsche Leichtathletin

### T
- Tobias Hollmann (* 1989), deutscher Filmproduzent
- Torge Hollmann (* 1982), deutscher Fußballspieler

### W
- Walter Hollmann (1915–1967), tschechoslowakischer Skirennläufer
- Werner Hollmann (Schauspieler) (geb. Werner Franz; 1882–1933), deutscher Schauspieler
- Werner Hollmann (Mediziner) (1900–1987), deutscher Mediziner
- Wildor Hollmann (1925–2021), deutscher Internist, Sportmediziner und Sportfunktionär
- Wilfried Hollmann (* 1949), deutscher Manager
- Wilhelm Hollmann (Sänger) (vor 1816–1879), deutscher Sänger und Komponist
- Wilhelm Hollmann (Politiker) (1922–2010), deutscher Politiker (CDU)